# Ангус Мор
Ангус Мор (гэльск. Aonghas Mór: «Ангус Старший») — правитель королевства Островов в 1250-х—1295 гг. из рода Макдональдов.
Ангус Мор был сыном Дональда, короля Островов в 1209—1250-х годах, и унаследовал владения своего отца в Кинтайре и на островах Айлей и Джура. Правление Ангуса Мора началось в крайне сложное для его государства время: резко усилилось противостояние между Шотландией и Норвегией за власть над Гебридскими островами. Ангусу приходилось лавировать между двумя державами, чтобы избежать потери самостоятельности королевства Островов. В основном Ангус Мор ориентировался на Шотландию, однако не забывая о собственных интересах и политических традициях страны. Так в 1250-х годах он оказывал помощь гэльскому восстанию в Ирландии против английских войск. Одна из ирландских поэм середины XIII века восхваляет Ангуса, который «на длинных величественных кораблях» совершил плавание вдоль берегов острова, собирая выкупы с населения побережья драгоценностями и крупным рогатым скотом.
К началу 1260-х годов Ангус Мор вернулся к прошотландской политике и подчеркивал перед королём Шотландии своё подчинённое положение. Он даже назвал своего старшего сына Александром, в честь шотландского короля Александра III. Поэтому, когда в 1263 году на Гебридах появилась эскадра короля Норвегии Хокона IV, норвежцы первым делом разорили Кинтайр, принудив Ангуса к повиновению. Однако в начале октября Хокон IV потерпел поражение от шотландцев в битве при Ларгсе и был вынужден вернуться в Норвегию. Уже в следующем году шотландская армия вторглась в Кинтайр, вернув владения Ангуса Мора под сюзеренитет Шотландии. В 1266 году был заключён Пертский договор, в соответствии с которым Норвегия уступала Шотландии Гебридские острова. Ангус Мор стал бароном шотландского королевства.
Ангус неоднократно упоминается в шотландских документах последней трети XIII века в качестве вассала короля Александра III. Он участвовал в королевских советах и парламентах Шотландии, был, по-видимому, возведён королём в рыцарское достоинство. После смерти Александра III и начала борьбы за престол между Брюсами и Баллиолями, Ангус Мор поддержал Брюсов и заключил с ними союз, направленный против Иоанна Баллиоля и Макдугаллов, конкурентов Ангуса на Островах. Вероятно, Ангус Мор предоставлял Брюсам галеры и наёмников для их кампаний в Ирландии. В 1293 году он отказался принести оммаж Иоанну Баллиолю, когда тот стал королём Шотландии.
Ангус Мор имел двух сыновей: Александра и Ангуса Ога, сыгравших важные роли в войне за независимость Шотландии.